# Youth (film)
Youth är en italiensk dramafilm från 2015 regisserad av Paolo Sorrentino.
Filmen handlar om två goda vänner, Fred och Mick. De firar semester tillsammans på ett flott hotell i Wiesen, Schweiz. Båda är på livets höst och bestämmer sig för att utnyttja den sista tiden till det yttersta. Däremot har de olika inställning till vad detta innebär. Mick, en filmregissör, jobbar vidare på vad han hoppas kommer bli sitt nästa storverk. Fred, som jobbat hela livet som tonsättare och dirigent, har bestämt lämnat yrkeslivet bakom sig.

## Rollista (i urval)
- Michael Caine – Fred
- Harvey Keitel – Mick